# Tribadisme

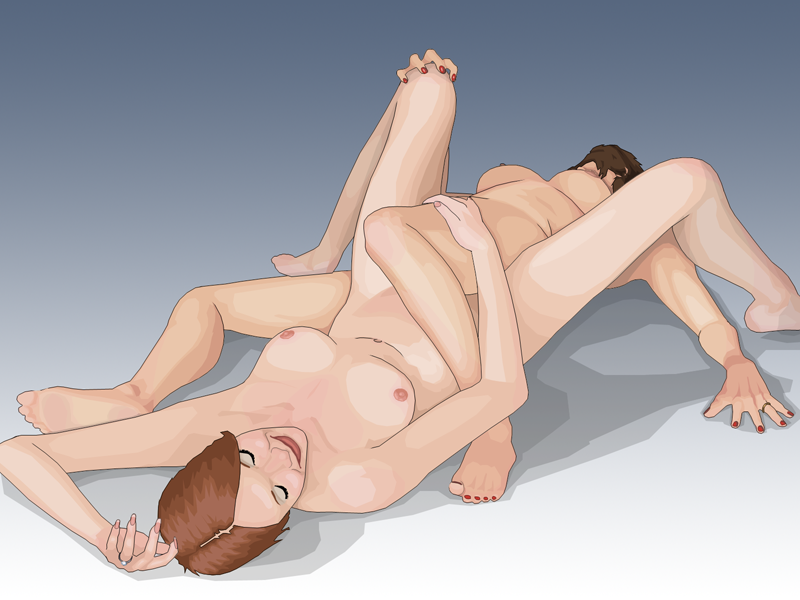
Twee vrouwen die elkaars clitoris stimuleren met hun vulva

Tribadisme, ook wel tribbing genoemd, is een seksuele handeling waarbij twee vrouwen hun vulva tegen elkaar wrijven, en zo elkaars clitoris stimuleren.

## Etymologie
Tribadisme is tevens een oud synoniem voor lesbisch, dat tot in de eerste helft van de twintigste eeuw in zwang was, vooral in het Franse taalgebied.
Oorspronkelijk had de term "tribadisme" (Grieks: tribadismos, τριβαδισμός) een andere betekenis. In de Griekse cultuur was de aantrekking tot personen van gelijk geslacht bekend, maar men verwachtte altijd dat de man de penetrerende was en de vrouw de gepenetreerde. Een vrouw die wilde penetreren (een vrouw of een man) werd een "tribade" tribas τρίβας genoemd. Voor de Grieken staat de term "tribadisme" voor een vrouw die een voorbinddildo gebruikt.
De term stamt van het antieke Griekse woord "wrijven" (tribein, grieks: τρίβειν). Zo is dit de term geworden voor specifieke genitale seks van vrouw tot vrouw. Deze vorm van seksueel contact is eveneens aangetroffen tussen bonobo-wijfjes in de Democratische Republiek Congo.

## Andere woorden
Het wordt ook wel "bumpen", "bumpende donuts", "scharen", of "Scissor Sisters" genoemd. Een plattere term is "kutje-kutjeneuken".
In sommige Latijns-Amerikaanse landen heet het "tortilla's maken". In China wordt het mó jìng (磨镜) genoemd: 'schoonmakende spiegels'.

## Trivia
- De lesbische punkband Tribe 8 en de Amerikaanse popgroep Scissor Sisters zijn naar deze seksuele handeling genoemd.